# Microrégion de Campos dos Goytacazes
La microrégion de Campos dos Goytacazes est une des microrégions de l'État de Rio de Janeiro appartenant à la mésorégion du Nord Fluminense. Elle couvre une aire de 7 145 km2 pour une population de 551 482 habitants (IBGE 2005) et est divisée en cinq municipalités.

## Microrégions limitrophes
- Itaperuna
- Macaé
- Santa Maria Madalena
- Santo Antônio de Pádua

## Municipalités[1]
- Campos dos Goytacazes
- Cardoso Moreira
- São Fidélis
- São Francisco de Itabapoana
- São João da Barra